# Aéroport de Zhoushan Putuoshan
Pour les articles homonymes, voir HSN.
L'aéroport de Zhoushan Putuoshan (舟山普陀山机场) (code IATA : HSN • code OACI : ZSZS) est un aéroport situé sur l'île de Zhujiajian, et dessert la ville de Zhoushan, dans le Zhejiang, en Chine.

## Compagnies aériennes et destinations
L'aéroport propose les destinations suivantes:
| Compagnies              | Destinations                                             |
| ----------------------- | -------------------------------------------------------- |
| China Eastern Airlines  | Shantou-Chaozhou-Jieyang, Shanghai-Pudong                |
| China Express Airlines  | Chongqing-Jiangbei, Fuyang (en)                          |
| China Southern Airlines | Lianyungang-Huaguoshan, Shenzhen-Bao'an                  |
| China United Airlines   | Pékin-Nanyuan, Fuoshan Shadi                             |
| Fuzhou Airlines         | Fuzhou-Chánglè, Tianjin Binhai                           |
| Joy Air                 | Hefei, Zhengzhou                                         |
| Shandong Airlines       | Jinan, Qingdao-Jiaodong, Quanzhou Jinjiang, Xiamen-Gaoqi |
| Shenzhen Airlines       | Canton-Baiyun, Quanzhou Jinjiang                         |
| XiamenAir               | Pékin-Capitale, Quanzhou Jinjiang, Xiamen-Gaoqi          |

Édité le 03/02/2018